# Batán (metropolitana di Madrid)
Batán è una stazione della linea 10 della metropolitana di Madrid. Si trova lungo Camino Viejo de Campamento, in prossimità del grande parco Casa de Campo nel distretto Latina.

## Storia
La stazione è stata inaugurata il 1º febbraio 1961, come parte del Ferrocaril suburbano.
Nell'ottobre 2002 il tratto della linea tra Aluche e Casa de Campo venne inglobato alla Linea 5, spostando di conseguenza il capolinea della linea 10 alla stazione di Colonia Jardín. Quello stesso anno la linea rimase chiusa per lavori di cambio dei binari in quanto vennero sostituiti i treni utilizzati sulla linea: si passò dai treni della serie 2000 ai treni della serie 7000 e 9000.

## Interscambi
33, 55, 65